# حقوق العمال

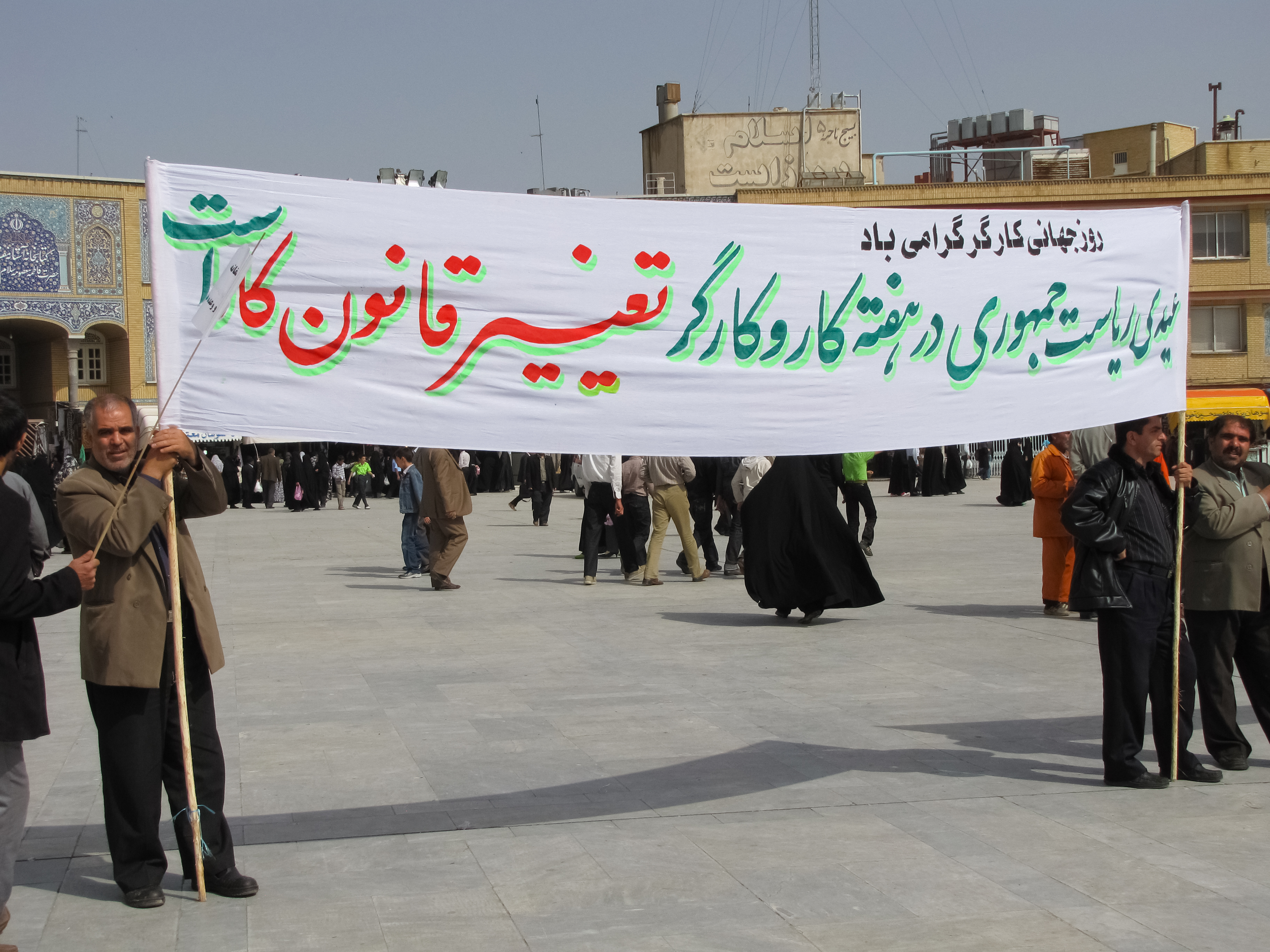
يوم العمال العالمي، المعروف أيضًا باسم عيد العمال في بعض البلدان وغالبًا ما يشار إليه باسم عيد العمال

حقوق العمال هي مجموعة من الحقوق القانونية تتصل بالعلاقات التي تحكم العمال بأصحاب العمل. على وجه العموم، تتعلق تلك الحقوق بمفاوضات حول أجور العمال، الحوافز، وظروف عمل آمنة. أحد أهم هذه الحقوق هو الحق بإنشاء نقابة. النقابات تستفيد من المفاوضة الجماعية لزيادة أجور أعضاء تلك النقابات و\أو تغيير بعض أوضاع العمل الأخرى. الحركة العمالية ركزت بالأساس على «الحق بتدشين نقابة»

## خلفية تاريخية
على مر التاريخ، 
```
العمال من أجل تأمين مصالحهم المتستندة إلى حقوقهم. أثناء 
العصور الوسطى
، عبرت «
ثورة الفلاحين في إنجلترا
» عن الرغبة بأجور وأوضاع عمل أفضل. أحد قادة 
الثورة
، 
جون بول
، حاجج بمقولته الشهيرة المعبرة عن 
العدل
 بين الناس، حين قال:
```

«عندما خلق آدم وحواء، من كان يومها» السيد"؟ ".
كثيرا ما طالب العمال بالحقوق التقليدية. مثلا، خاض الفلاحون البريطانيون صراعا ضد «حركة التسييج» التي بدورها 
صادرت أراضي - تعود ملكيتها لعامة الشعب- وحولتها إلى أراض خاصة.
في إنجلترا عام 1833، مرر قانون ينص على أن أي طفل تحت سن التاسعة لا يحق له العمل، والأطفال ما بين سني 9-13 لا يفترض أن تتجاوز ساعات عملهم 12 ساعة يوميا.
حقوق العمال تعد إضافة حديثة نسبيا إلى المنظومة الحديثة لحقوق الإنسان. الفكرة الحديثة لحقوق العمال تعود إلى القرن الثامن عشر بعد
إنشاء النقابات العمالية كتبعة من تبعات الدخول في الحقبة الصناعية. يعتبر كارل ماركس أحد أبرز المناصرين لحقوق العمال. فقد ركزت فلسفته ونظريته الاقتصادية على قضايا العمال ونظامه الاقتصادي المتجلي في الاشتراكية، وهو المجتمع الذي يحكمه العمال. الكثير من الحركات الاشتراكية المدافعة عن حقوق العمال كانت مرتبطة بجماعات متأثرة بماركس مثل الاشتراكيين والشيوعيين. آزر أيضا الاشتركيون الديموقراطيون والديموقراطيون الاشتراكيون المعاصرون حقوق العمال. مؤخرا، ركزت الجماعات المدافعة عن حقوق العمال على، استغلال العمال، وحاجات العاملات.
تأسست منظمة العمل الدولية في عام 1919 كجزء من عصبة الأمم لحماية حقوق العمال. أدمجت المنظمة بعد ذلك في منظومة الأمم المتحدة.الأمم المتحدة نفسها أكدت حقوق العمال وذلك بإدراج فقرتين ل الإعلان العالمي لحقوق الإنسان.
المادة 23:
```
(1) لكل شخص الحق في العمل، وله حرية اختياره بشروط عادلة مرضية كما أن له حق الحماية من البطالة.
(2) لكل فرد دون أي تمييز الحق في أجر متساو للعمل.
(3) لكل فرد يقوم بعمل الحق في أجر عادل مرض يكفل له ولأسرته عيشة لائقة بكرامة الإنسان تضاف إليه، عند اللزوم، وسائل أخرى للحماية الاجتماعية.
(4) لكل شخص الحق في أن ينشئ وينضم إلى نقابات حماية لمصلحته.
```

المادة 24:
لكل شخص الحق في الراحة، وفي أوقات الفراغ، ولاسيما في تحديد معقول لساعات العمل وفي عطلات دورية بأجر. 

## قضايا حقوق العمال
علاوة على الحق في التنظيم والتشاور، شنت الحركات العمالية عددا من الحملات في قضايا مختلفة أخرى متعلقة بحقوق العمال.
العديد من الحركات نظمت حملات من أجل تحديد عدد ساعات العمل. الحركات العمالية في القرن التاسع عشر ت من أجل ألا
تزيد ساعات العمل عن ثماني ساعات يوميا. سعت جماعات مناصرة العمال إلى تحديد ساعات العمل، جاعلة الحد الأقصى لعدد
ساعات العمل لا يتعدى أربعين ساعة في الأسبوع، وهو الأمر الذي أضحى من المعايير المتعارف عليها في كثير من البلدان.
في عام 2000، تمت الموافقة في فرنسا على ألا تزيد ساعات العمل على 35 في الأسبوع، ولكن لم يؤخذ بذلك المعيار بشكل جاد.
قد يتفق العمال مع أصحاب العمل على زيادة ساعات العمل، على شرط أن يأخذ العامل حق الوقت الإضافي. الجدير بالذكر،
أن الاتحاد الأوروبي قد حدد 48 ساعة كسقف يتضمن ساعات العمل الأسبوعية زائد الوقت الإضافي.
بالإضافة، عمل مناصروا حقوق العمال على محاربة عمل الأطفال. إنهم ينظرون إلى عمل الأطفال على أنه استغلالي، قاسي، ومدمر اقتصاديا. مناهضوا عمل الأطفال يحاججون بأن الأطفال العاملون يحرمون من فرصة التعليم.
عمل مناصروا حقوق العمال على تطوير أوضاع العمل لكي ترتقي إلى المعايير المؤسسة. خلال الحقبة التقدمية من تاريخ الولايات 
المتحدة، بدأت أمريكا إصلاحات أوضاع العمل، بعد أن بدأت انتقادات واسعة للأوضاع السيئة في أماكن العمل مثل المعامل المعرقة 
بتشديد وكسر الراء، sweatshops والمخاطر المهنية، وشنت حملات من أجل وضع أفضل للعمال واعتراف بحقوق العمال على المستوى الدولي.
طالبت الحركات العمالية بقوانين تضمن حد أدنى للأجور، وثمة مفاوضات مستمرة من أجل زيادة الحد الأدنى.
العمال المهاجرون والأجانب، حتى لو كانوا شرعيين، يتم استغلالهم أحيانا. مثلا، تعرض عمال أجانب لعدد من حالات الاستغلال في دولة الإمارات العربية المتحدة (بما فيها دبي). منظمة هيومان رايتس ووتش سردت عددا من المشاكل، من ضمنها "الامتناع عن دفع الأجور، الإجبار على العمل وقتا إضافيا بدون دفع تعويض، بيئات عمل غير آمنة تفضي إلى الموت والإصابات، أوضاع معيشية مزرية في مخيمات العمال،
و مصادرة جوازات السفر من قبل صاحب العمل ". بالرغم من استصدار قوانين لردع تلك الممارسات الاستغلالية، لا تزال أوضاع العمال في وضع سيئ. يذكر أنه بدون جوازات السفر، لا يستطيع العمال تغيير مهنهم أو العودة لبلدانهم.
كما أن الحق في المعاملة بدون تمييز، من حيث الجنس، الأصل أو الشكل، الدين، الهوية الجنسية sexual orientation، يعتبر أيضا في أعين الكثيرين كحق من حقوق العمال. يعد التمييز في مكان العمل أمرا غير قانوني في كثير من البلدان، غير أن البعض يرى أن مشكلة التفاوت في الأجور بين الجنسين لا تزال مستمرة.